# Брайтон Марина
Брайтон Марина (англ. Brighton Marina, иногда Brighton Marina Village) — жилой район города Брайтон в Великобритании с пристанью для яхт. Построен прямо в море в период с 1971 по 1979 благодаря гидротехническим сооружениям. Имеет следующие объекты социального назначения: гостиница, аптека, супермаркет ASDA, казино, боулинг, кинотеатр, макдоналдс, большое количество магазинов и ресторанов.
Считается элитным дорогостоящим районом города.
- Искусственный мол, отделяющий пристань и жилые постройки от моря
- Вид на здания с моря